# 飯田史也
飯田 史也（いいだ ふみや、1974年 - ）は、工学者、ケンブリッジ大学工学部准教授、博士（理学）（チューリッヒ大学・2006年）。バイオロボティクス研究室ディレクター。東京都出身。

## 人物
科学雑誌PLOS ONEに「自らロボットを作り、さらにそれを無限に改良していくロボット」の研究論文を発表した。

## 主な略歴
- 1997年 東京理科大学工学部機械工学科卒業
- 1999年 東京理科大学大学院工学研究科機械工学専攻修士課程修了[3][4]
- 2004年 イエーナ大学研究員（ - 2005年）
- 2006年
  - チューリッヒ大学理学部博士課程修了、博士（理学）
  - マサチューセッツ工科大学ポスドク研究員（ - 2009年）[5]
- 2009年
  - チューリッヒ工科大学准教授（ - 2014年）[6]
  - チューリッヒ工科大学バイオロボティクス研究室室長
- 2014年 ケンブリッジ大学工学部講師
- 2019年 ケンブリッジ大学工学部准教授（現職）

## 主な受賞
- 2006年 スイス国立科学財団フェローシップ賞
- 2009年 スイス国立科学財団教授

## 主な研究分野
- ロボット工学
- 人工知能
- 生体力学